# Agelasta elongata
Agelasta elongata es una especie de escarabajo longicornio del género Agelasta, categorizada en la tribu Mesosini, de la subfamilia Lamiinae. Fue descrita por Breuning en 1965.

## Descripción
Mide 12-16 mm de longitud.

## Distribución
Se distribuye por Laos.